# 迪賀尼
迪賀尼(Yohann Tihoni，1994年6月20日—)，大溪地足球員，師任進攻中場，目前效力當地頂級聯賽球隊AS羅尼隊。他於2013年首度入選大溪地國家隊，並在同年3月26日對新喀里多尼亞的2014年世界盃外圍賽中首次為國家隊出場。隨後，他又隨隊參加洲際國家盃，但僅在對烏拉圭的賽事中取得3分鐘的上陣時間。